# Gabriel Guerrisi
Gabriel Guerrisi (Adrogué, 29 novembre 1969) è un chitarrista e compositore argentino di origini italiane.

## Biografia
Membro di diversi gruppi, tra i quali, gli Apatica, Los Brujos, gli El Otro Yo , gli Electrón, e i Babasónicos. Ha collaborato con Gabriel Mannelli, Gustavo Cerati, Daniel Melero.

### Los Brujos, Gli stregoni
Completò i suoi studi a Llavallol. Nel 1986 formò con Gabriel Manelli e Ricky Rua, un trio chiamato Salto al Vacío. Nel 1987, fece parte della band Apatica, dove sostituì il chitarrista Cristian Aldana.
Nel 1991 esce il primo album "Weekend selvaggio", prodotto da Daniel Melero, con il quale riceve il disco d'oro, con più di 40 000 copie vendute. Ha inoltre composto la canzone "Kanishka".
Nel 1993 esce il secondo album, dal titolo, "San Cipriano", anch'esso prodotto da Daniel Melero. Brano di punta di questo album era la canone, "La bomba musical". Nel corso del primo mese l'album vendette più di 20 000 copie. Nel 1994, hanno condotto il festival, "Nuevo Rock Argentino", al quale hanno partecipato altre band come i Babasonicos, i Massacro e i Pericolosi passeri.
Il terzo album è del 1995, con il titolo, "Guerra di nervi". Per registrarlo furono necessarie più di 400 ore, e fu anche disco d'oro. L'ultimo concerto della band è del 27 gennaio 1998, poco prima della partenza di Ricky Rùa e Lee-Chi.

### Gruppo Babasonicos
Dopo il 1998, Gabriel Guerrisi entrò nel gruppo dei Babasonicos come architetto musicale. Il primo demo della band comprendeva i brani, "Tripeando", "Indiano" e "L'età dell'amore". Quando la band prende forma, Guerrisi lascia il gruppo per andare a suonare con i Los Brujos, quindi Gabo, leader dei Babasonicos, decise di sostituirlo con Cristian Aldana, che rifiutò, in quanto ancora impegnato con la banda degli El Otro Yo. A sostituire Guerrisi fu ingaggiato Mariano Roger.

### Gruppo Electron
Nel 1999, Juana La Loca entra in crisi dopo l'incontro con il fondatore della band Rodrigo Martìn Martín, così, chiama il suo vecchio amico Gabriel Guerrisi, che in precedenza aveva collaborato come ospite della band. Insieme composero "Vermouth". Juana modifica un altro EP, denominato "Allucinazioni". Il primo album viene prodotto dopo quattro anni, poi il gruppo va in crisi e Gabriel nel 2004 lascia la band.

### Gruppo El Otro Yo
Il 16 ottobre 2004, Ezequiel Araujo abbandona la band degli El Otro Yo, mentre Gabriel Guerrisi viene invitato in un recital dove presenta il disco, "Miraggi". La sua prima partecipazione con il gruppo avviene nel dicembre 2004 nello Stadio Obras. Nel 2007, registra "Fuori tempo", il primo album della band.

## Altro
Dal 2006 ha collaborato a spettacoli dal vivo degli Electron, una band formata da due ex-Brujos: Alejandro Alacio e Quique Ilid. Ha partecipato come musicista ospite, nel disco "Antiterrorismo" dei Myte.

## Come produttore artistico
Con la nascita del gruppo Los Brujos, Gabriel, diviene produttore artistico, con il quale produce l'album "San Cipriano". Il gruppo comprendeva, Alacio, Die Blumen, Insitu, Maria Fernanda Aldana, Ossi ed altri. Nel 2012, a fianco del suo ex compagna del gruppo Juana La Loca, Julián Gómez, lancia il suo Web Magazine "La casa nella palude". Nel maggio 2012 ha lavorato alla produzione del nuovo album degli El Otro Yo.

## Discografia

### Con Los Brujos
- 1991 Fin de semana salvaje
- 1993 San Cipriano
- 1995 Guerra de nervios

### Con Electron
- 2005 Electron
- 2009 Electron
- 2010 Transcontinental

### Con El Otro Yo
- 2005 Pirata
- 2007 Fuera del tiempo
- 2008 Estallando Tu Lado Salvaje
- 2010 Ailabiu EOY
- 2012 Sta Dimensión

### Con Juana La Loca
- 1999 Vermouth
- 2001 Alucinaciones
- 2002 Belleza
- 2005 Casablanca

### Con Alejandro Alaci
- 2001 Alaci